# William C. Tucker
 (novembre 2018).
Si vous disposez d'ouvrages ou d'articles de référence ou si vous connaissez des sites web de qualité traitant du thème abordé ici, merci de compléter l'article en donnant les références utiles à sa vérifiabilité et en les liant à la section « Notes et références ».
Pour les articles homonymes, voir Tucker.
William C. Tucker est un éditorialiste américain (19 janvier 1898 — 13 avril 1961) du quotidien Columbus-Enquirer-Sun qui remporta un prix Pulitzer pour sa série d'articles écrits au sujet du Ku Klux Klan.